# They Don't Want What We Want (And They Don't Care)
They Don't Want What We Want (And They Don't Care) è un singolo del gruppo musicale britannico Asking Alexandria, pubblicato il 13 febbraio 2020 come secondo estratto dal sesto album in studio Like a House on Fire.

## Descrizione
Il brano è caratterizzato da un totale distacco dalle sonorità metalcore in favore di altre maggiormente rock ed accessibili, con alcuni richiami ai Fall Out Boy, e ha come tema principale l'ansia. Secondo quanto dichiarato dal chitarrista Ben Bruce, il singolo ha «alcune delle performance vocali più orecchiabili di Danny, uno dei più grandi riff di chitarra che abbia mai scritto e alcune delle migliori performance alla batteria di James tutti lanciati in un grande melting pot».

## Video musicale
In concomitanza con il lancio del singolo gli Asking Alexandria hanno pubblicato un lyric video caratterizzato da simboli criptici e carte dei tarocchi che appaiono insieme al testo del brano.

## Tracce
1. They Don't Want What We Want (And They Don't Care) – 3:15

## Formazione
Gruppo
- Danny Worsnop – voce
- Ben Bruce – chitarra, voce
- Cameron Liddell – chitarra
- Sam Bettley – basso
- James Cassells – batteria

Produzione
- Matt Good – produzione, missaggio
- Ted Jensen – mastering

## Classifiche
| Classifica (2021)             | Posizione massima |
| ----------------------------- | ----------------- |
| Stati Uniti (hard rock)       | 17                |
| Stati Uniti (mainstream rock) | 7                 |

## Date di pubblicazione
| Paese                 | Data di pubblicazione | Formato           |
| --------------------- | --------------------- | ----------------- |
| Mondo                 | 13 febbraio 2020      | Download digitale |
| Stati Uniti d'America | 15 settembre 2020     | Airplay           |